# Automerella
Automerella este un gen de molii din familia Saturniidae. 

## Specii
- Automerella aurora (Maassen & Weyding, 1885)
- Automerella flexuosa (R. Felder & Rogenhofer, 1874)
- Automerella miersi Lemaire & C. Mielke, 1998